# Urf
Urf (znanje ili običaj), jedno od zakonskih vrela osmanske države. Predstavlja je izvor rješenja koje se primjenjivalo ondje gdje nije bilo izričite primjene Kurana i sune.